# アーメド・アピマー・バルッソ
アーメド・アピマー・バルッソ（Ahmed Apimah Barusso, 1984年12月26日 - ）はガーナの同国代表サッカー選手。ガーナ、アクラ出身。ポジションはMF。

## 経歴
SSマンフレドーニア・カルチョでの活躍で注目され、2004年のアテネオリンピック代表に選出される。2007年にASローマへ移籍する。しかし、その後は負傷を繰り返して不振が続き、レンタル移籍を繰り返す。2012年夏にジェノアCFCへ完全移籍し、すぐにノヴァーラ・カルチョへレンタル移籍。
自国開催のアフリカネイションズカップ2008では3位入賞を経験している。